# 逃げ地図
逃げ地図（にげちず）とは、正式名称を避難地形時間地図（ひなんちけいじかんちず）と言い、各自治体のハザードマップなどを基に、地域住民が自身で作成する避難用の地図のこと。
作成に必要な道具が「白地図」と「色鉛筆」と地図上で距離を測るための「革ひも」と簡便であり、自治体や学校などでワークショップが開催され、防災計画や防災訓練に利用されている。

## 開発の経緯
2011年の東日本大震災の後、東京の日建設計の社員有志が被災地に赴きボランティア活動をしていくなかで、被災者のために専門家でしかできないこととは何かを考え、ビルの避難計画のシミュレートを応用して考案されたのが「逃げ地図」である。
2012年5月に羽鳥達也を中心とした日建設計ボランティア部と、明治大学・山本俊哉研究室、千葉大学・木下勇研究室との共同研究が開始され、その後、子ども安全まちづくりパートナーズ（代表理事：山本俊哉）が加わり、活動の啓発や全国各地でワークショップなどを開催している。

## 逃げ地図のつくり方
逃げ地図マニュアルは無料で公開されている。
具体的な手順として「逃げ地図マニュアル［地域版］」の「第1章：逃げ地図のつくり方」の目次は以下のようになっている。
1. 災害を想定する
2. 色を塗るための地図をつくる
3. 革紐や色鉛筆等を準備する
4. 避難目標地点を確認する
5. 避難障害地点を設定する
6. 避難時間を可視化する
7. 避難方向を図示する

インターネット上で逃げ地図を生成するサービス「逃げシルベ」を使うと、ワークショップで使用するための地図画像を簡便に出力できる。

## 受賞など
2012年度のグッドデザイン・ベスト100に選出。
2017年、総務省の第21回防災まちづくり大賞で岩手県陸前高田市の田谷地区集団移転協議会が「大震災の経験を活かした自前の電源・避難場所の確保と避難地図の見直し」で消防庁長官賞を受賞。風車による蓄電池を活用した「仮設木造談話室」の建立や、逃げ地図を作成し子どもたちに歩いてもらうイベント「キツネを探せ!」などを開催した。
2018年、「逃げ地図づくりを通した世代間・地域間のリスク・コミュニケーションの促進」として、日建設計ボランティア部、明治大学・山本俊哉研究室、千葉大学・木下勇研究室、一般社団法人子ども安全まちづくりパートナーズが、「日本建築学会教育賞(教育貢献)」を共同受賞。

## 関連書籍
- 逃げ地図づくりプロジェクトチーム 編『災害から命を守る「逃げ地図」づくり』ぎょうせい、2019年11月28日。ISBN 978-4324107140。 NCID BB29394598。